# Chaetonema canellatum
Chaetonema canellatum är en rundmaskart som beskrevs av Gerlach 1956. Chaetonema canellatum ingår i släktet Chaetonema och familjen Enoplidae. Inga underarter finns listade i Catalogue of Life.